# Jacob Brafman
Jacob Aleksandrovič Brafman, in russo Я́ков Алекса́ндрович Бра́фман?/ˈjakəv alɪ'ksandrəvʲɪtɕ 'brafmən/ (Kleck, 1824 – San Pietroburgo, 16 dicembre 1879), è stato un pubblicista, docente e scrittore russo di origine ebraica.

## Biografia
Jacob Aleksandrovič Brafman nasce nello shtetl di Kleck, nel governatorato di Minsk. Di famiglia di religione ebraica (il padre è un rabbino), per evitare la leva speciale per i giovani ebrei, Brafman fugge dalla città natale e si stabilisce prima a Minsk (in russo Минск?), poi a Vil'na (in russo Вильно?), e infine a Pietroburgo (in russo Санкт-Петербург?). Nel corso degli anni sessanta ripudia la religione dei padri, si converte al cristianesimo ortodosso, lavora come docente di ebraico al Seminario di Minsk e come censore di libri pubblicati in ebraico e yiddish. In questi anni diviene un acerrimo giudeofobo - ignaro sostenitore della teoria del complotto giudaico - e getta le basi documentarie per dare corpo all'idea di un "governo mondiale segreto" degli ebrei. Soprannominato difatti il Pfefferkorn russo dalla stampa odessita, Brafman contribuisce notevolmente al sorgere del moderno antisemitismo. Negli anni settanta è un personaggio molto noto, e pubblica persino sulle pagine di Golos, uno dei maggiori quotidiani dell'Impero. Muore a Pietroburgo nel 1879. Il figlio Aleksandr curerà negli anni ottanta una nuova edizione delle opere.

## Il libro del Kahal
Le opere di Brafman hanno un effetto dirompente sulla discussione pubblica a mezzo stampa della questione ebraica, e in particolare l'accusa rivolta agli ebrei di costituire uno "stato nello stato". Nella seconda metà degli anni sessanta Brafman pubblica una serie di articoli su vari giornali in cui denuncia l'esistenza di un "kahal" sotterraneo che domina la popolazione ebraica dell'impero. Alla fine degli anni sessanta escono i due celeberrimi lavori di Brafman:
- Le confraternite ebraiche, locali e mondiali (Еврейские братства, местные и всемирные, "Evrejskie bratstva, mestnye i vsemirnye"), 1868.
- Il libro del Kahal (Книга Кагала, "Kniga Kagala"), 1869.

Le opere sono pubblicate dalla casa editrice dell'amministrazione del governatorato di Vil'na. Le idee espresse in questi testi non solo costituiscono la posizione ufficiale dell'apparato statale, ma giungono negli ambienti importanti della società (persino Dostoevskij è convinto assertore della veridicità di questi lavori) e colpiscono l'immaginazione dei giudeofobi russi, traghettando fatti reali verso la finzione letteraria.
Con questi testi, che raccolgono i protocolli (yid. pinkas) del kahal di Minsk (cioè gli atti della locale comunità ebraica) a partire dal 1794, Brafman vuole spiegare tutto il male del mondo ebraico ma soprattutto vendicarsi della comunità ebraica: vuole cioè dimostrare che il kahal è un'istituzione sopravvissuta alla riforma del 1844 , è divenuta un vero e proprio "governo talmudico"  ed è pronta a dominare la Russia. Kahal, da termine indicante la forma di autogoverno delle comunità ebraiche dell'Europa orientale, acquisirà il significato di potenza occulta che, attraverso una cospirazione planetaria, attua il programma di dominazione del mondo, dirige la mano armata del nichilismo nel suo attacco all'Europa, e realizza il progetto di disgregazione fisica e morale dell'Impero russo. Le fantasie di Brafman, che faranno da cornice alla futura produzione giudeofobica e si  cristallizzeranno nella cultura russa, costituiscono parte del contesto "mitico" alla base dei Protocolli dei Savi di Sion.
Sin dall'uscita del Libro del Kahal, M.G. Morgulis, pubblicista di Den', dimostra in una celebre serie di articoli edita nel 1871 e intitolata Il kahal e le istituzioni della legge di Magdeburgo (Кагал и учреждения магдебургского права, "Kagal i učreždenija magdeburgskogo prava") che gli atti pubblicati da Brafman presentano una cattiva traduzione in russo che ne altera il senso. Qui Morgulis fa la storia della nascita, dell'evoluzione e della definitiva abolizione del kahal, distruggendo le tesi di Brafman.

## Jacob Brafman nella cultura di massa
Brafman è un personaggio de Il cimitero di Praga (qui chiamato con la variante tedesco-polacca "Brafmann"). Così Umberto Eco lo presenta al lettore:
(Eco, Il cimitero di Praga, p. 230)
(Eco, Il cimitero di Praga, p. 231)